# 喬治城大學
乔治敦大学位于美国首都华盛顿特区，是一所著名的私立综合研究型大學，建立于1789年，是美国最古老的以天主教耶稣会立校的大学。
乔治敦大学的主校区位于华盛顿特区波多马克河岸的乔治敦社区，以古罗马式建筑风格的美国国家历史名胜希利堂为著称。另外，在华盛顿特区的国会山莊设有法学院和公共政策学院，在意大利、土耳其、卡塔尔则设有校区，另于英国伦敦设立跨国法律研究中心，主校区建有一座美德星乔治敦医院。
乔治敦大学是由美国首位天主教主教若望·卡罗尔建立的，在此之前，天主教教徒曾经致力于在马里兰省建立一所罗马天主教大学，但受到了宗教迫害的阻止。美国内战之后，该校在帕特里克·弗朗西斯·希利的领导下得到进一步发展，尽管希利在法律上具有奴隶身份，他对乔治敦大学的贡献仍使其以“再造之父”为人所熟知。从1805年起，耶稣会会士进入学校管理层，乔治敦大学便持續秉持著這項傳統；然而，学校的治理一直独立于耶稣会和教会当局。
乔治敦大学共设立11所学院，包括文理学院、外交学院、法学院、商学院、医学院等；主校区距白宫西北面两英里左右，在政治学、国际关系学等学科成绩突出。1919年，于第一次世界大战后建立的乔治敦大学沃尔什外交学院是美国历史上第一所国际事务学院，在外交领域享有盛誉。位列《外交杂志》国际关系院校排名世界第一，设有21个全球研究中心，美国前国务卿亨利·季辛吉、馬德琳·歐布萊特生前曾长期于该校任教；校友包括美国总统比尔·克林顿，西班牙国王费利佩六世和许多外交官。此外，该大学有超过450名校友在历史上担任或曾任美国国会议员，毕业生中有30人獲得罗德奖学金、36人獲得马歇尔奖学金、33人獲得杜鲁门奖学金。美国两大智库之一，美国战略与国际问题研究中心曾隶属于乔治敦大学。

## 历史

### 创建时期
来自英国的罗马天主教耶稣会定居者早在1634年就建立了马里兰省。不过，由于保王党在英国内战当中失利，产生了针对天主教教育更为严格的法律。这些法律使得安德鲁·怀特等殖民地知名耶稣会士被引渡回英格兰，从而使卡尔弗顿庄园的学校遭到毁灭，因此在马里兰接下来的大部分殖民地时期当中，耶稣会士只能秘密建立学校。直至美国革命结束后，在美国建立永久的天主教教育机构的计划才得以实现。

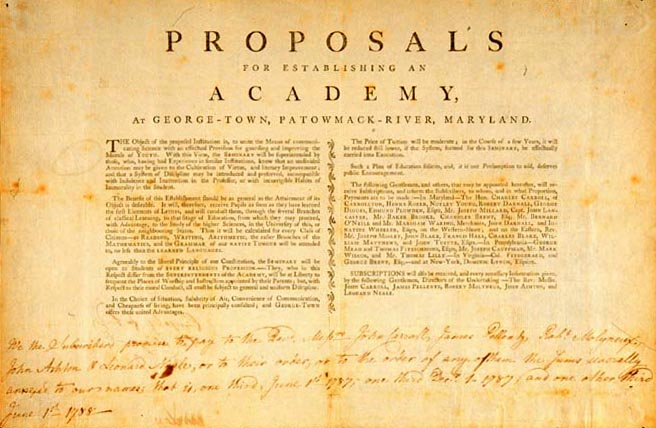
美国革命后实现了宗教信仰自由，若望·卡罗尔于1787年发表了在乔治敦建立学校的提议

在本杰明·富兰克林的建议下，教宗庇护六世任命前耶稣会士若望·卡罗尔为首位美国罗马天主教教会总主教，而当时教宗对耶稣会的压制仍在继续。卡罗尔于1783年在马里兰安那波利斯附近召开了首次教职人员会议，在这次会议上他提出要筹建一所新大学。1789年1月23日，卡罗尔买下了一片地产并于此建造了达格伦四方院。后来的国会议员威廉·加斯顿于1791年11月22日入学成为该校首位学生，授课开始于1792年1月2日。
最初，乔治敦学院财政上十分紧张，不得不依靠私人募集和当地前耶稣会士提供的有限资金维持运营。马里兰耶稣会于1805年重建，学校教师和管理人员与耶稣会建立的联系使学院大受鼓舞。美国国会于1815年为乔治敦学院颁布了大学特许状，允许其颁发学位，首次颁发学位是在两年之后。1844年，该学校获得了法人许可状，其名称为“乔治敦学院校长及其他院长”，从而使学校获得了更多法律上的权力。应当地罗马天主教学生的要求，乔治敦学院于1851年建立医学院。

### 内战时期

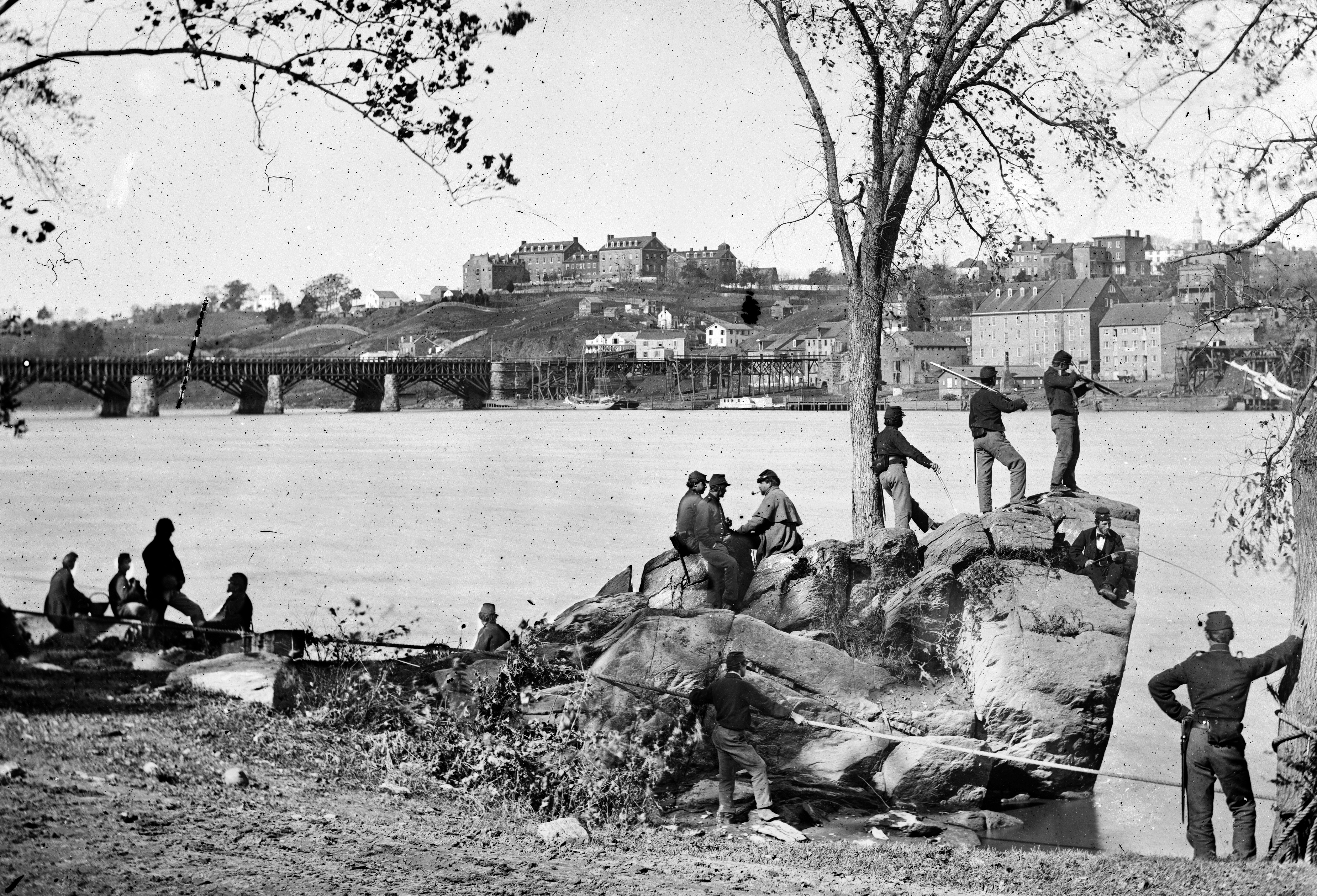
1861年，守卫波托马克河的联邦军士兵，在他们背后山上的建筑就是乔治敦大学

美国内战极大地影响了乔治敦大学，其中该大学有1141名学生或校友参加了内战中的一方或另一方，联邦军还征用了该大学的建筑。1861年5月，美国总统亚伯拉罕·林肯来到校园时，学校里的临时营地已驻扎了1400人。由于死伤严重，乔治敦大学的入学水平在战争结束后相当长的一段时间内都很低。1869年毕业生数量仅仅为7人，而前十年的水平为300人。刺杀林肯的同谋大卫·赫罗德曾在1855年至1858年在乔治敦大学学习，并于1860年获得了药学文凭。该校的赛艇队乔治敦学院划船俱乐部在1876年成立时，采用联邦军制服的蓝色和邦联军制服的灰色为其颜色，以显示学生间的和平统一。在此之后，蓝灰被学校采用为其官方颜色。
直到1873年至1881年帕特里克·弗朗西斯·希利任校长期间，乔治敦大学的入学水平才得以从战争中恢复。依照当时法律，希利出生时的身份为奴隶。因此，他是美国历史上第一个在白人主导的大学当中担任校长的具有非裔背景的人[b]。在希利担任校长期间，他改革了本科生课程，延长了医学和法学专业的时间，还建立了校友会。与此同时，他主持建造了一幢重要的新建筑，即后来以他的名字命名的希利堂。由于希利的贡献，他被认为是该校的“再造之父”。

### 扩建时期
1870年法学院建立后，希利和他的继任者希望把各个专业学院联合起来组建成一所综合性大学，并使之专注于高等教育。1医学院于1901年增设牙科学院，与1903年增设颁发本科学位的护理和健康研究学院。1919年，乔治敦预备校从校园中重新选址并于1927年和大学完全分离。1919年，外交学院由埃德蒙·A·沃尔什建立，以培养外贸和外交方面的领导人才。1957年，商学院和外交学院分离，并于1998年以罗伯特·E·麦克唐纳之名重新命名为麦克唐纳商学院。
除了对大学进行扩建，乔治敦大学同时也扩充资金和招生规模为目标。护理学院自其建立以来就开始招收女生，而其他学院在1952年前只对女生有限开放。随着1969至1970学年文理学院开始招收女生，乔治敦大学最终完全实现男女同校。乔治敦大学在两百年校庆时选举里奥·J·奥多诺万担任校长。为了为学校募集更多资金，他发起了“第三世纪运动”。2003年12月，乔治敦大学完成了该运动，筹集了逾10亿美元的资金。自2001年起，约翰·德吉奥亚成为首位世俗校长，并开始领导乔治敦大学。他继续进行财政现代化，且试图“扩展文化间和宗教间的对话”，其措施包括在卡塔尔建立校区。

### 耶稣会传统

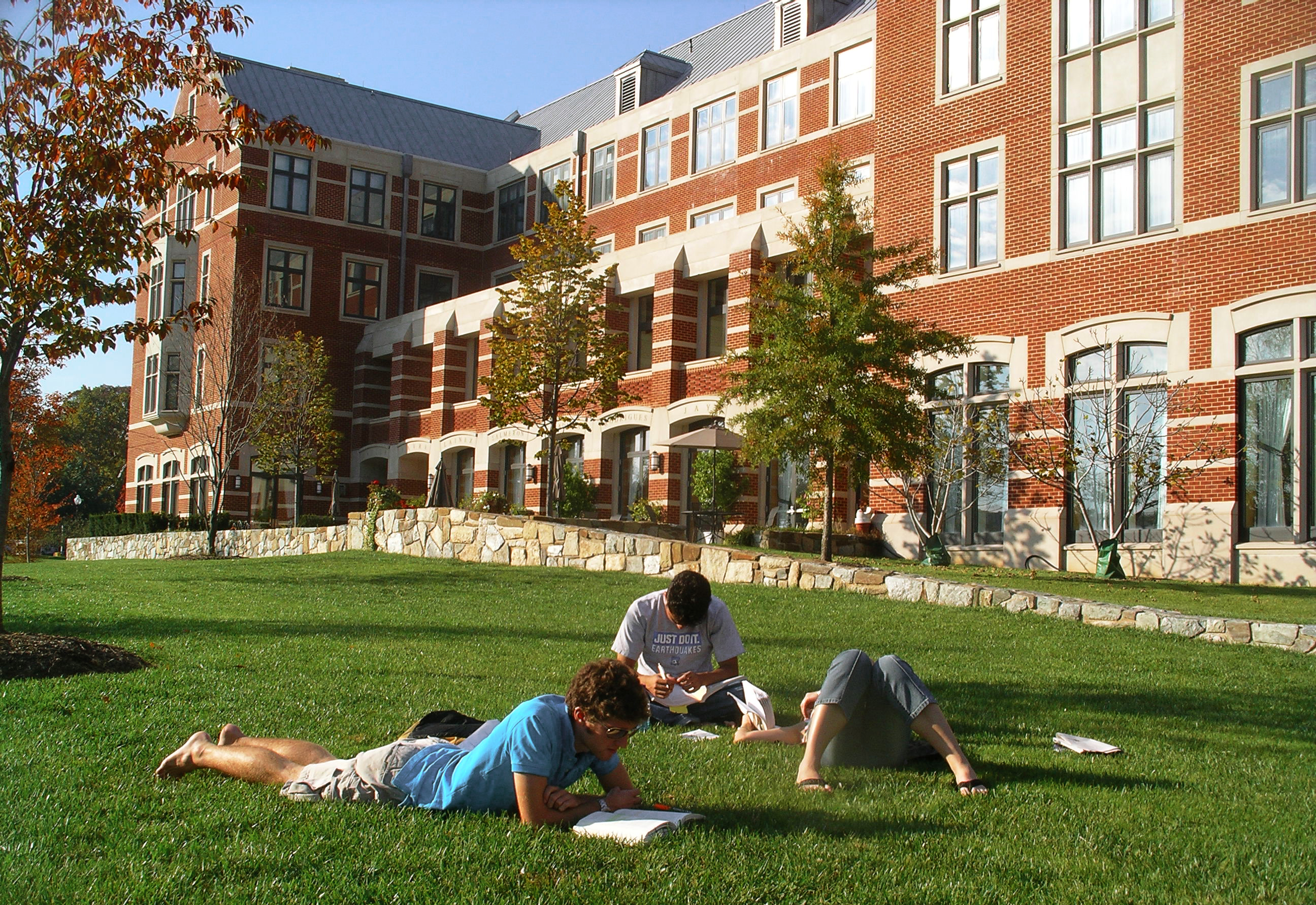
在沃尔芬顿厅外的学生

乔治敦大学是由前耶稣会士依照依纳爵·罗耀拉的传统建立的，是耶稣会学院和大学联合会的一员。虽然在学校的最高管理机构董事会的36人中有6名耶稣会士，但是乔治敦大学不属于宗座大学。52名耶稣会士住在校园中，他们大多数被乔治敦大学聘为教授或管理人员。从2001年起，乔治敦大学每年都会举办“耶稣会传统周”，以纪念耶稣会士为乔治敦大学做出的贡献。
尽管影响有限，乔治敦大学的天主教传统仍不时引发争议。如大学所属的商店不被允许散发或售卖避孕产品，乔治敦大学医学中心和乔治敦大学医院被禁止进行堕胎。不过，2004年的时候，该学校仍利用胚胎干细胞进行了相关研究。此外，乔治敦大学由于邀请了支持堕胎合法化的政治家如约翰·克里、巴拉克·奥巴马在学校发表演说，从而招致了宗教团体如纽曼主教社的批评，该学校还由于邀请凯瑟琳·西贝利厄斯发表开学典礼讲话而受到华盛顿总教区大主教唐纳德·威廉·维尔的批评。乔治敦大学每年一月也举行奥康纳主教会议以讨论支持生命运动。
校园内对于性少数权利的公开争取于1970年代开始，旨在组建一个官方认可的LGBTQ学生团体。在多次被拒绝后，一个由法律生与本科生组成的联盟决定于1980年将乔治敦大学告上法庭。这场斗争持续了将近十年，于美国司法系统中掀起了一场风暴，并于1988年在美国最高法院进行上诉。最终，经过如此长时间的法律和财务斗争，乔治敦决定按照上诉法院的裁定宣布保证校园内同性恋及性少数学生团体的平等。
2008年，乔治敦大学LGBT资源中心成立，这是历史上第一个天主教机构的LGBTQIA+性少数社群中心。10多年来，它一直是在乔治敦校园中为各背景学生提供教育资源，也是LGBTQ学生组织的社区空间和家。从庆祝LGBTQ历史月的OUTober节目，到一年一度的LGBTQ务虚会，再到薰衣草毕业典礼，LGBTQ中心旨在进一步消除伤害校园LGBTQ学生的无知和恐惧。GU Pride、酷儿有色人种（QPOC）和其他学生组织今天在乔治敦为LGBTQ学生提供宣传和社会中心。
1996年至1999年间，由于在墙上悬挂十字架，乔治敦大学引发了全国关注。1996年前，十字架只在医院和历史教室里出现过，其中一些十字架是历史文物或艺术品。不过，校内的穆斯林神职人员汗迪称移除十字架的压力大部分来自天主教社区，而他和其他校内信众对此并无异议。由于文化交流中心时常更换不同宗教和文化的标志而没有因此卷入争议。

## 学术

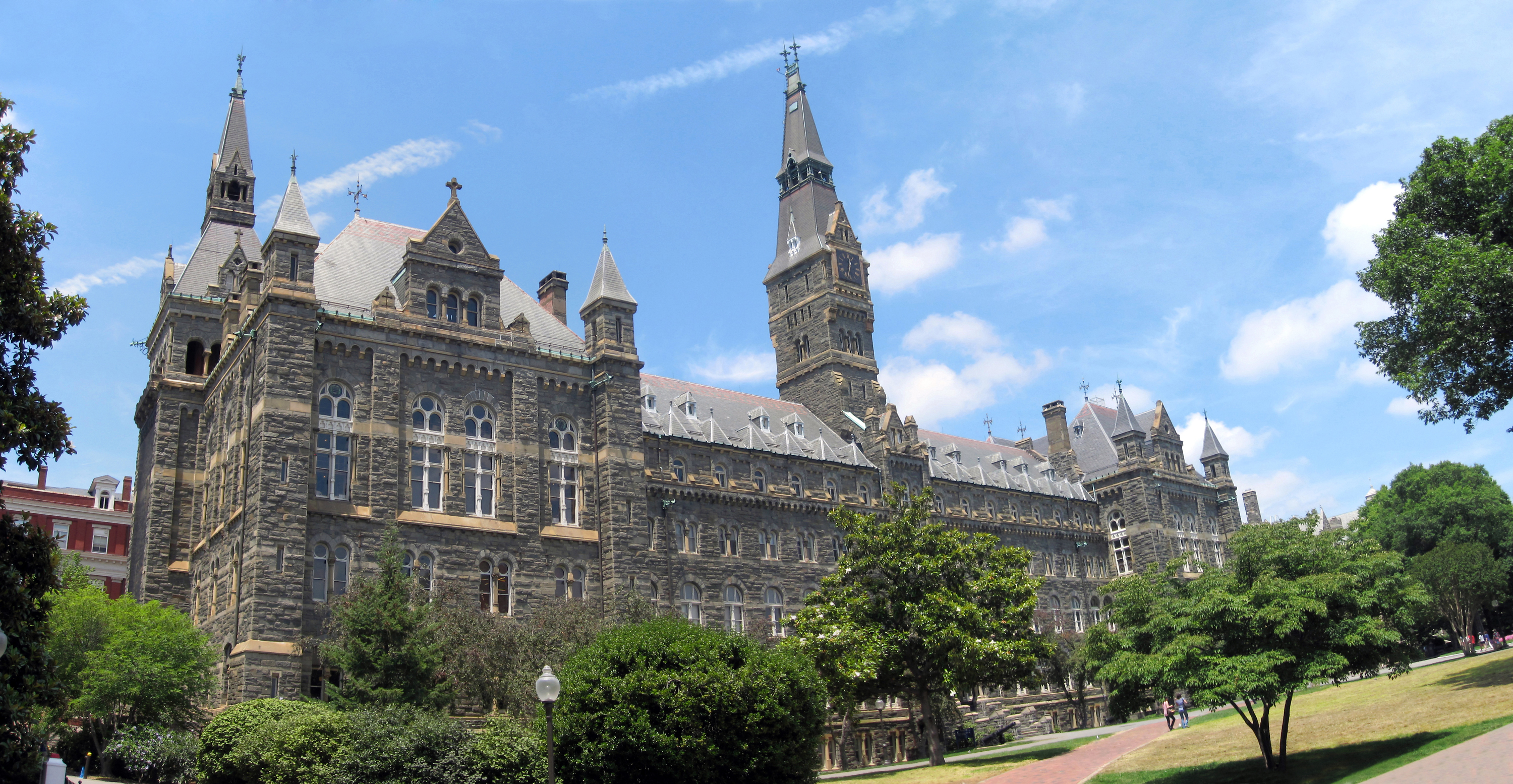
希利堂中有教室和大学的行政机构

本科教育是该大学的核心，美国前总统比尔·克林顿就曾于此攻读本科。乔治敦拥有五所本科生院，设置有上百个专业，辅修专业与证书课程。范围包罗万象，从经济，政治，文学，数学，商业等传统学科，再到国际事务+科学技术，区域比较研究学，哲学+生物伦理学，基督教与穆斯林和解，以及残疾研究学等创新跨学科专业。乔治敦的“Core Curriculum”核心课程制要求学生除了自己的专业外，还必须成为熟练掌握历史学、人文，科学、经济学、政治学、哲学、宗教学、地理学，学术写作，外语等领域的全面型人才，旨在培养学生未来成为各行业的世界领袖。
以2017年為例，乔治敦大学有7088名本科生和8684名研究生。学士学位由乔治敦学院、护理和健康研究学院、麦克唐纳商学院、埃德蒙·A·沃尔什外交学院及其卡塔尔分校颁发。一些来自访问计划的高中生被允许参加大学先修课程以获得学分。
乔治敦大学的4个本科学院提供48个专业的本科学位，也为学生提供设计个性化课程的机会。学院的所有专业都为学院、护理学院和商学院的学生开放申请辅修。外交学院的学生无法雙主修，但可以申請輔修。所有课程都基于学分制。乔治敦也提供许多出国学习的计划，58.6%的本科生曾前往海外机构留学。
研究所中，硕士和博士学位由文理研究生院、法律中心、医学院和继续教育学院颁发。麦克唐纳商学院、埃德蒙·A·沃尔什外交学院、当代阿拉伯研究中心和公共政策学院則僅提供硕士学位。有时，硕士生会和本科生一起学习某些学科的高级课程。完成本科学位后，大多数本科学院都提供学士和硕士课程。
每个研究生院至少提供一门其他研究生院的专业作为双学位。此外，法律中心还与约翰霍普金斯大学布隆博格公共卫生学院一同提供联合学位。继续教育学院包括继续及专业教育中心，有四种学位项目，超过30种专业学位及非学位课程、本科及研究生文科学位和针对本科生、研究生及高中生的夏季课程。
| 当今乔治敦大学学院设置 | 当今乔治敦大学学院设置 | 当今乔治敦大学学院设置 | 当今乔治敦大学学院设置 | 当今乔治敦大学学院设置    | 当今乔治敦大学学院设置 | 当今乔治敦大学学院设置    | 当今乔治敦大学学院设置 | 当今乔治敦大学学院设置 |
| ---------------------- | ---------------------- | ---------------------- | ---------------------- | ------------------------- | ---------------------- | ------------------------- | ---------------------- | ---------------------- |
| 本科                   | 乔治敦学院 1789年      | 乔治敦学院 1789年      | 乔治敦学院 1789年      | 护理和健康研究学院 1903年 | 沃尔什外交学院 1919年  | 外交学院卡塔尔校区 2005年 | 继续教育学院 1956年    | 麦克唐纳商学院 1957年  |
| 本科                   | 乔治敦学院 1789年      | 乔治敦学院 1789年      | 乔治敦学院 1789年      | 护理和健康研究学院 1903年 | 沃尔什外交学院 1919年  |                           | 继续教育学院 1956年    | 麦克唐纳商学院 1957年  |
| 研究生                 | 文理研究生院 1820年    |                        |                        | 医学院 1851年             | 沃尔什外交学院 1919年  | 法律中心 1870年           | 继续教育学院 1956年    | 麦克唐纳商学院 1957年  |
| 研究生                 | 文理研究生院 1820年    | 阿拉伯研究中心 1975年  | 公共政策学院 1980年    | 医学院 1851年             | 沃尔什外交学院 1919年  | 法律中心 1870年           | 继续教育学院 1956年    | 麦克唐纳商学院 1957年  |

### 教职员

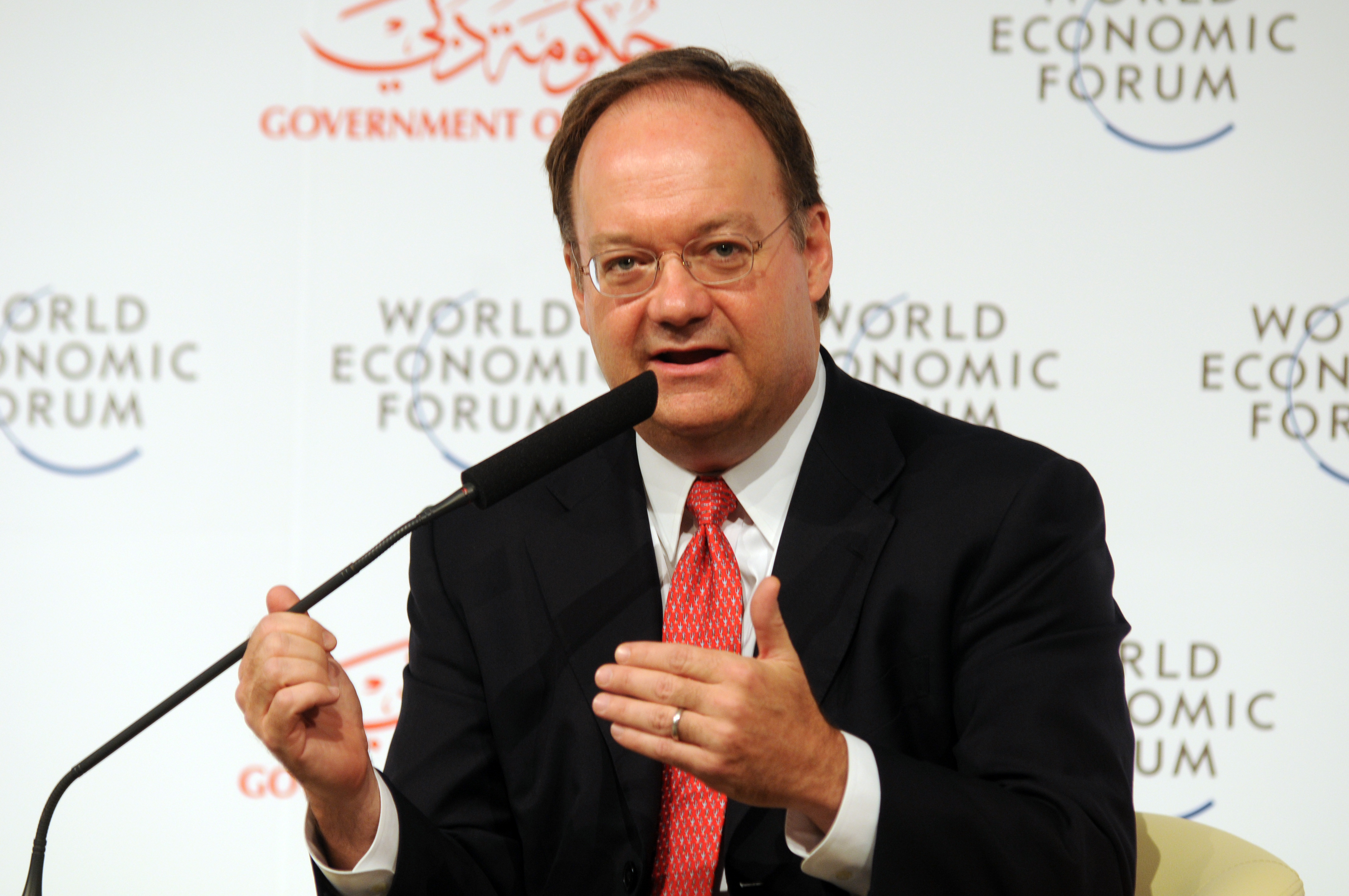
大学校长约翰·J·德吉奥亚为哲学系成员

截至2011年，乔治敦大学在全华盛顿地区三个校区中共雇佣了1291名全职及882名兼职教职人员，此外，在卡塔尔分校中还有其他教职员。教职员中包括不少杰出学者和知名政界及商界领袖，性别比例以男性占主导，约占总人数的三分之二。在政治上，乔治敦大学的教职员倾向于支持自由派候选人，而他们的捐资倾向与美国其他大学的教职人员一致。在乔治敦大学教职员中，有超过平均水平比例的人在近年的美国大选中支持奥巴马。
当今教职员中包括美国哲学学会会长詹姆斯·J·奥唐纳、神学家约翰·霍特、社会活动家山姆·马鲁洛和范德布卢姆及知名嘻哈学者迈克尔·埃里克·戴森。许多前政治家也选择在乔治敦教书，如美国前国务卿马德琳·奥尔布赖特、美国国际开发署前署长安德鲁·纳齐奥斯、国家安全事务顾问安东尼·雷克、中央情报总监（中央情报局局长）乔治·特尼特。在国际上，该学校吸引了不少其他国家的原大使和国家元首，如沙烏地阿拉伯大使图尔·基阿尔·费萨尔亲王、西班牙前首相何塞·玛丽亚·阿斯纳尔和哥伦比亚前总统阿尔瓦罗·乌里韦·贝莱斯。

### 研究

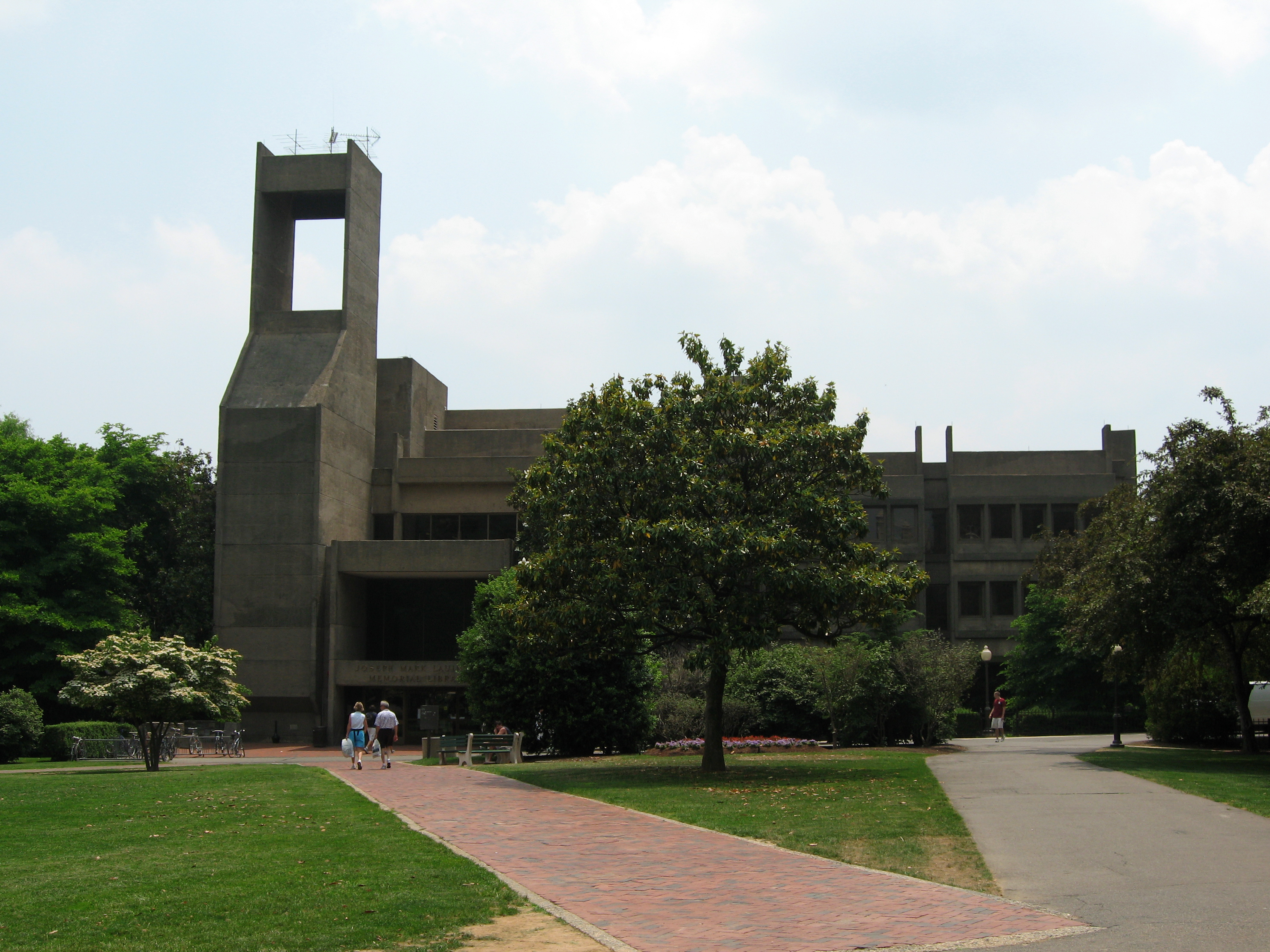
劳因格图书馆建于1970年，是乔治敦大学的主图书馆

乔治敦大学自称是一所“以学生为中心的研究型大学”，卡内基高等教育机构分类评价其为“具有很活跃的研究活动”。截止2002年，乔治敦大学图书馆收藏有2778526件出版物，在7栋大楼里藏有73496本连载小说，其中大部分在劳因格图书馆。位于赖斯科学大楼的布洛默科学图书馆藏有学校的大部分科学文献。此外，法学院校区有美国第五大的法律图书馆。乔治敦大学教职员进行的研究涉及数百种专题，不过该大学研究以宗教、伦理、科学、公共政策及癌症医学等领域为重中之重。与此同时，乔治敦大学也与哥伦比亚大学和弗吉尼亚理工学院有跨院系合作研究项目。
2008年，乔治敦大学在研究上共花费1.43亿美元，位列全国第111位。2007年，该学校获得了1480万美元的联邦基金以用于研究，其中64%来自于国家科学基金会、国立卫生研究院、美国能源部和美国国防部。2010年，学校从美国教育部获得了560万美元资金用以提供涉及国际研究领域的奖学金。乔治敦大学医学中心政府及其他来源获得了另外1184万美元。乔治敦大学的文森特·伦巴迪癌症研究中心是美国41个研究密集型综合癌症研究中心，该中心在2006年开发了预防宫颈癌的HPV疫苗，是为相关领域的一大突破。
资助并参与乔治敦大学研究的研究中心有贝克莱宗教、和平及世界事务研究中心、瓦利德亲王穆斯林与基督徒和解研究中心、伍德斯托克神学中心。定期出版物有《乔治敦救济法与政策研究》、《肯尼迪伦理学院》、《乔治敦法律》、《乔治敦国际事务》和《乔治敦公共政策研究》。

### 录取
考入乔治敦大学十分不易。2021年，该大学收到了27650份申请，其中僅11.7%被录取。《美国大学入学指南》（Fiske Guide to Colleges）称“只有史丹佛和其他一些常春藤的学校比乔治敦更难考入”。截至2011年，乔治敦大学的研究生院中，医学院录取率为3.6%，法學院录取率为19%，外交学院碩士录取率为25%，MBA项目录取率为34.9%。2006年，美国全国经济研究所的一项调查表明乔治敦大学在美国院校受青睐的排名上列第16位。
乔治敦大学实行的是限制性提前录取计划(early action)，即申请了其他学校的提前录取计划的学生无法提前申请乔治敦大学。乔治敦大学既承认SAT也承认ACT，不过不採納這两种考试的写作部分。超过55%的本科生可获得资助，该大学可100%满足学生所证明的需要，人均资助金额为23500美元，其中70%是以补助和奖学金的形式分发的。

## 校园

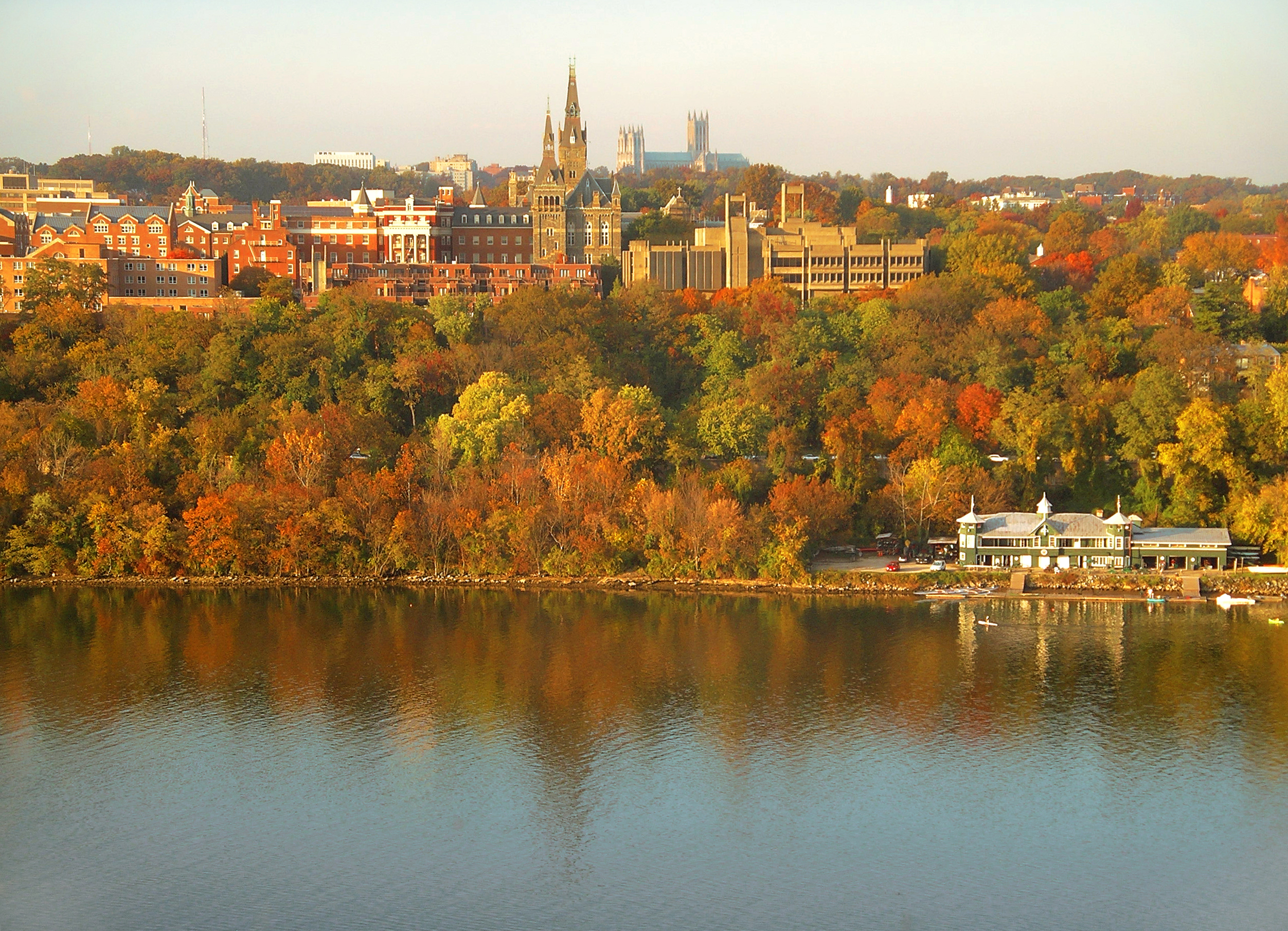
乔治敦大学主校区建于波托马克河边的高地上

乔治敦大学在华盛顿特区有三个校区，分别为本科校区、医学中心和法学院。本科校区和医学中心都位于乔治敦并组成了主校区。法学院位于国会山庄附近，另外包括位于弗吉尼亚州阿灵顿县克拉伦登的继续及专业教育中心。在这些地点及华盛顿地铁之间可通过名为GUTS的输送系统中转。乔治敦大学在卡塔尔多哈、土耳其阿拉尼亚山庄及意大利菲耶索莱拥有设施。这些校区的布局与乔治敦大学传统的四角楼设计一致。

### 主校区
乔治敦大学本科校区和医学院校区位于波托马克河边的高地上，与北弗吉尼亚州隔河相望。主大门“希利门”位于华盛顿西北第37大街和O大街之间。主校区面积0.4平方公里（104英亩），54栋建筑及学生住所，可容纳80%的本科生及各种体育设施。大多数建筑采用学院歌特和乔治式风格。校园绿地中有喷泉、公墓、花坛、小树林和露天四方院。乔治敦大学在2011年校园可持续性报告中评级为B，而新建筑和翻修建筑都需符合領先能源與環境設計的银色标准
。
乔治敦大学传统上以达格伦四方院为中心，不过近年来学生活动的中心已经被红色广场替代。建于1877至1879年的弗拉芒罗曼式建筑希利堂是乔治敦大学校园建筑的精华所在，该建筑是美国国家历史名胜。希利堂和建于1844年的乔治敦大学天文馆都被列在国家史迹名录之上。医学院位于主校区西北的水库路，与乔治敦大学医院结为一体。该学校采用了许多校园东部乔治敦社区的住宅作为高年级学生的宿舍、教学设施或校友设施。此外，外交學院和乔治敦大学文理研究生院在此区域都有教学建筑。乔治敦访问预备校和一所私立的罗马天主教女子中学位于校园东北，与研究生院校区接壤。
2003后半年，该大学完成了西南四角楼项目，在校内新建了有907个床位的学生宿舍、新的餐厅、地下停车场及新的耶稣会住所。学校首个以罗伊登·D·戴维斯命名的表演艺术中心于2005年11月建成，新的以拉菲克·哈里里命名的商学院大楼于2009年秋季对外开放。未来的建设计划包括一个统一的科学中心和得以扩展的运动设施。作为一个地方，乔治敦在《普林斯顿评论》列出的最好的大学城中位列全国第二。不过，主校区的学生与当地居民的关系仍不时变得紧张，原因包括学校的建设、扩招及噪音和违规饮酒等问题。犯罪问题仍不时发生，2008年校园保安出警达257起。

### 法律中心校区

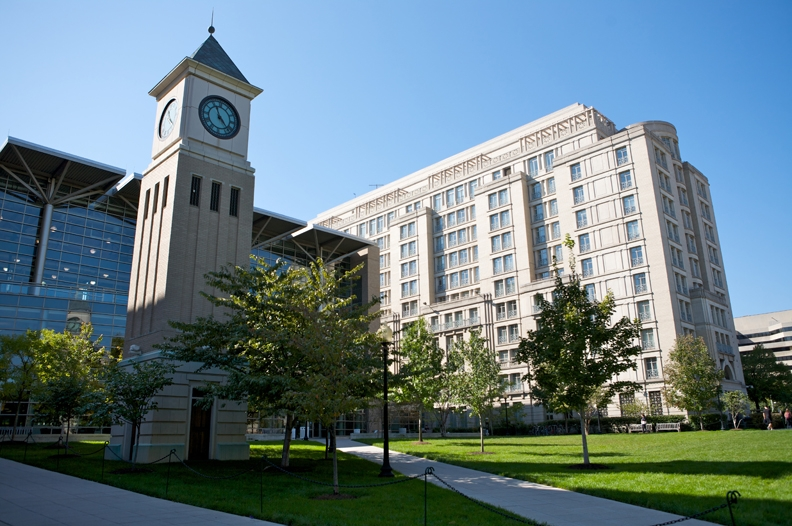
何东国际法律中心与GULC健康中心建于格威尔兹学生中心(2005年)

法學院位于国会山莊社区新泽西大街，联合车站附近，由五栋建筑构成。法律中心的大一新生可以住进校内的单人宿舍格威尔兹学生中心。大多数二年级、三年级和部分一年级学生住在校外。由于法律中心附近住处较少，大多数学生都散布在华盛顿都市的其他部分区域。2005年完成的“校园完善计划”增加了何东国际大楼和体育与健康中心。麦克唐纳大厅是其主要建筑，周围有草坪围绕。

### 国外设施

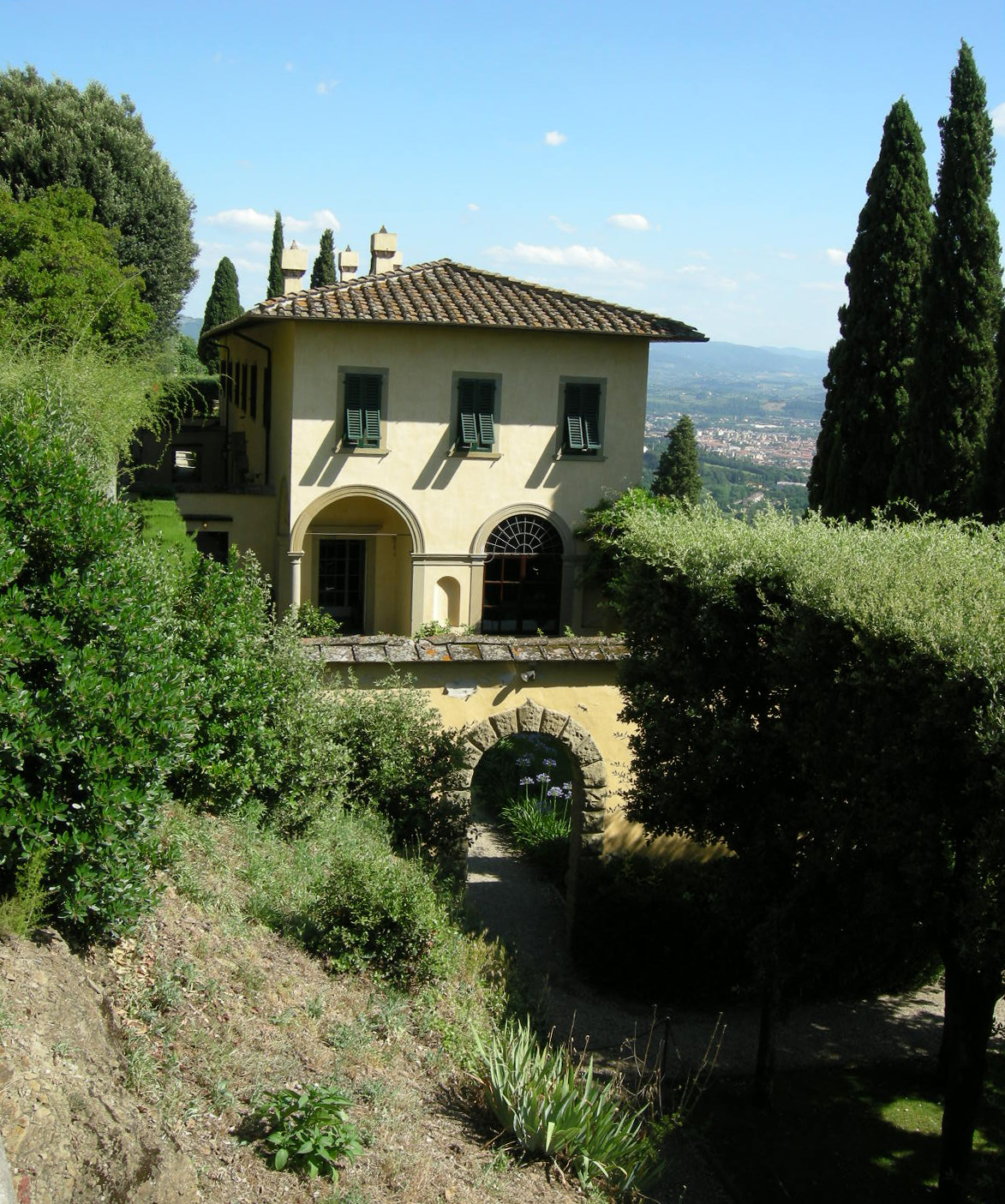
意大利菲耶索莱的“悬崖别墅”中办有跨学科项目

1979年12月，约翰·戴维森·洛克菲勒的孙女玛格丽特·洛克菲勒将“悬崖别墅”赠与了乔治敦大学。该别墅位于意大利佛罗伦萨城边的一座山上的菲耶索莱。该别墅被用于研究意大利文化与文明的跨学科全年留学项目。而麦克吉东地中海研究中心的主建筑是由乔治敦大学校友、前美国驻土耳其大使乔治·麦克吉于1989年捐赠的。该学校位于土耳其阿拉尼亚塞尔柱时代的阿拉尼亚城堡。在该中心每学期开办有国外留学项目，着力研究土耳其语、建筑史和伊斯兰研究。
2002年，卡塔尔科学教育与社会发展基金会为埃德蒙·A·沃尔什外交学院提供了在卡塔尔多哈教育城开办机构的资源和空间。乔治敦大学卡塔尔校区于2005年开办，为该地区的学生教授文科和国际事务的课程。2007年12月，乔治敦大学在中国上海与复旦大学等合作开办了联络办公室。2008年，乔治敦大学法律中心与许多他国的法学院在英国伦敦建立了跨国法律研究中心。
乔治敦大学宣布将于2025年1月起在印度尼西亚首都雅加达开设新的校园和学术项目，名为乔治敦大学外交学院亚太计划（Georgetown SFS Asia-Pacific），由乔治敦大学亚洲研究项目、外交研究所与印度尼西亚外交部和财政部提供支持。

## 学生生活
截至2012年，乔治敦大学7590名本科生中大部分来自華府以外的地区，其中2010年新生有34%来自美国濒大西洋中部各州，11%为国际学生，其余的来自美国其他地方。全部学生当中有9%为国际生，来自129个不同的国家，其中包括2009年至2010年选择乔治敦大学为出国留学目的地的超过330名本科生和1050名研究生。同年，在种族多样性方面，该学校学生中有62.3%为白人，8.8%为亚洲裔，6.3%为非洲裔，5.9%为西班牙裔。此外，55.2%的本科生为女性。

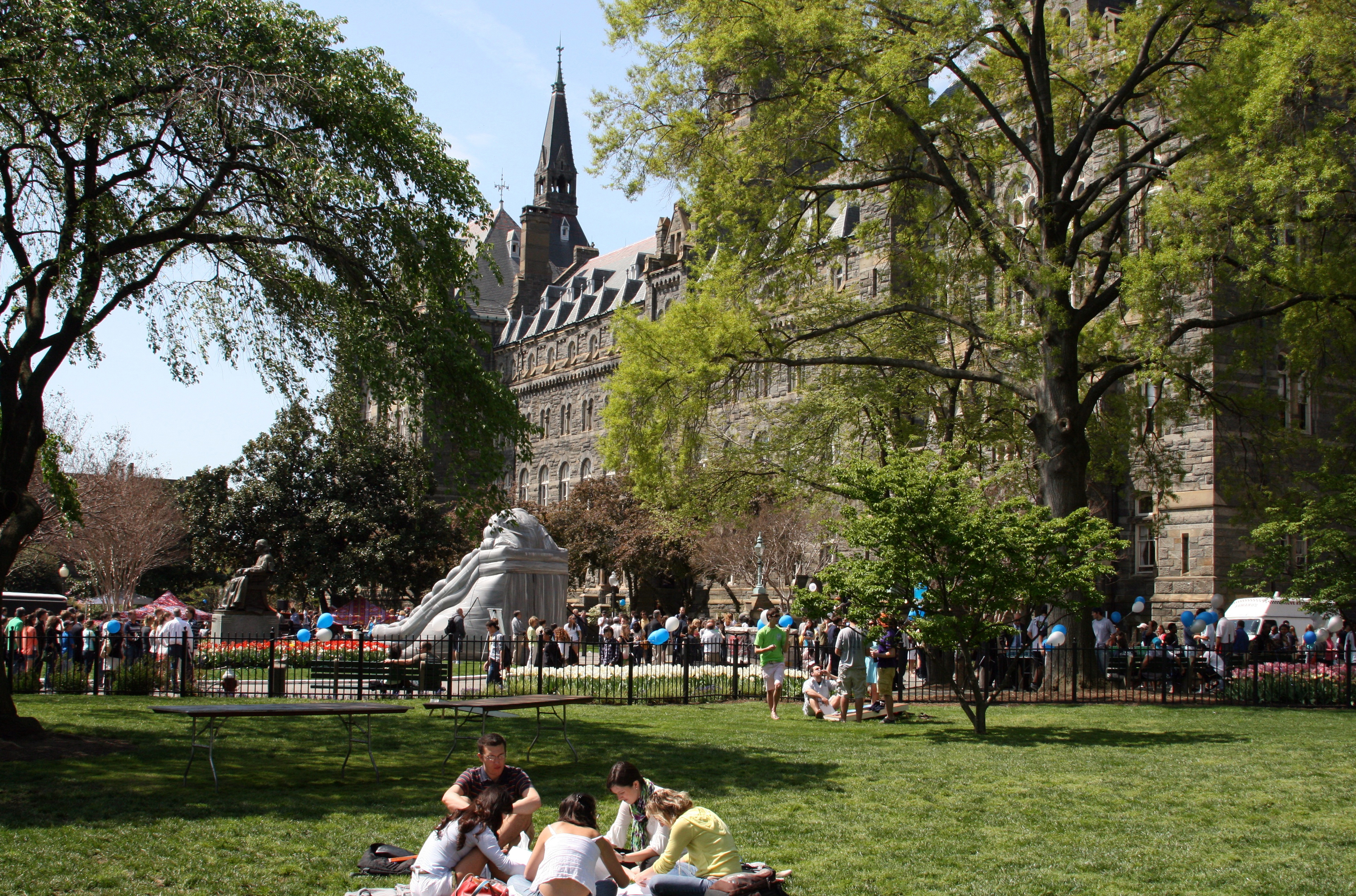
每年晚春，学生于乔治敦日参加校园嘉年华

虽然该学生是一所耶稣会学校，不过2009年学生当中只有41%认为自己是罗马天主教教徒，另有22%认为自己是新教教徒。由于本科生中有6.5%的人是犹太人，所以学校雇了一名全职拉比。该学校也是美国第一所雇有全职伊玛目的院校，以为学校中超过400人的穆斯林服务。乔治敦大学也资助有巴哈伊信仰、佛教、印度教和摩门教传统的学生团体。学生中既有信教的学生也有不信教的学生，其中每年有400名学生或转校生参加了非宗教性质的叫做ESCAPE的灵操退修会。
2007年的一项调查表明本科生中约有62.8%处于性活跃状态，有6.8%认为自己是同性恋。校内有歧视问题，2009年的调查表明有四分之三的人认为同性恋恐惧症是一个校园问题。不过，2010年《新闻周刊》把乔治敦大学评为“同性恋友好学校”首位。2011年，《学院杂志》把乔治敦大学评为第十时髦的学校。而该校在善待动物组织评定的对素食者友善的美国学校排名中排第三位。
几乎所有的本科生都参与全日制课程，76%的本科生及全部低年级学生在校居住。截至2011年，1255名本科生和339名研究生住在校外，他们中大多数都住在乔治敦、格洛弗公园、博莱斯和福克斯豪社区。尽管许多厅管理员和区协调员都在参与研究生一级的课程，不过一般主校区的研究生无法申到校内住房。所有医学院的学生都不住校，他们大多数都住在邻近的社区，有些住在北弗吉尼亚等其他地区。

### 学生团体
截至2012年，92.89%的乔治敦大学本科生至少参与了179个已登记的学生组织，这些组织涉及各种兴趣，如学生管理、体育俱乐部、媒体、出版、表演艺术、宗教、志愿者与服务。也有学生在校内开设商店、银行和医疗服务机构。在学生活动授权俱乐部集市上，官方与非官方组织都有设点，学生们可以在这里找到自己的兴趣。乔治敦大学学生会是该校本科生的学生管理组织。在各个学院内部，有校董事会的代表，自1996年以来，也有社区咨询委员会的代表。

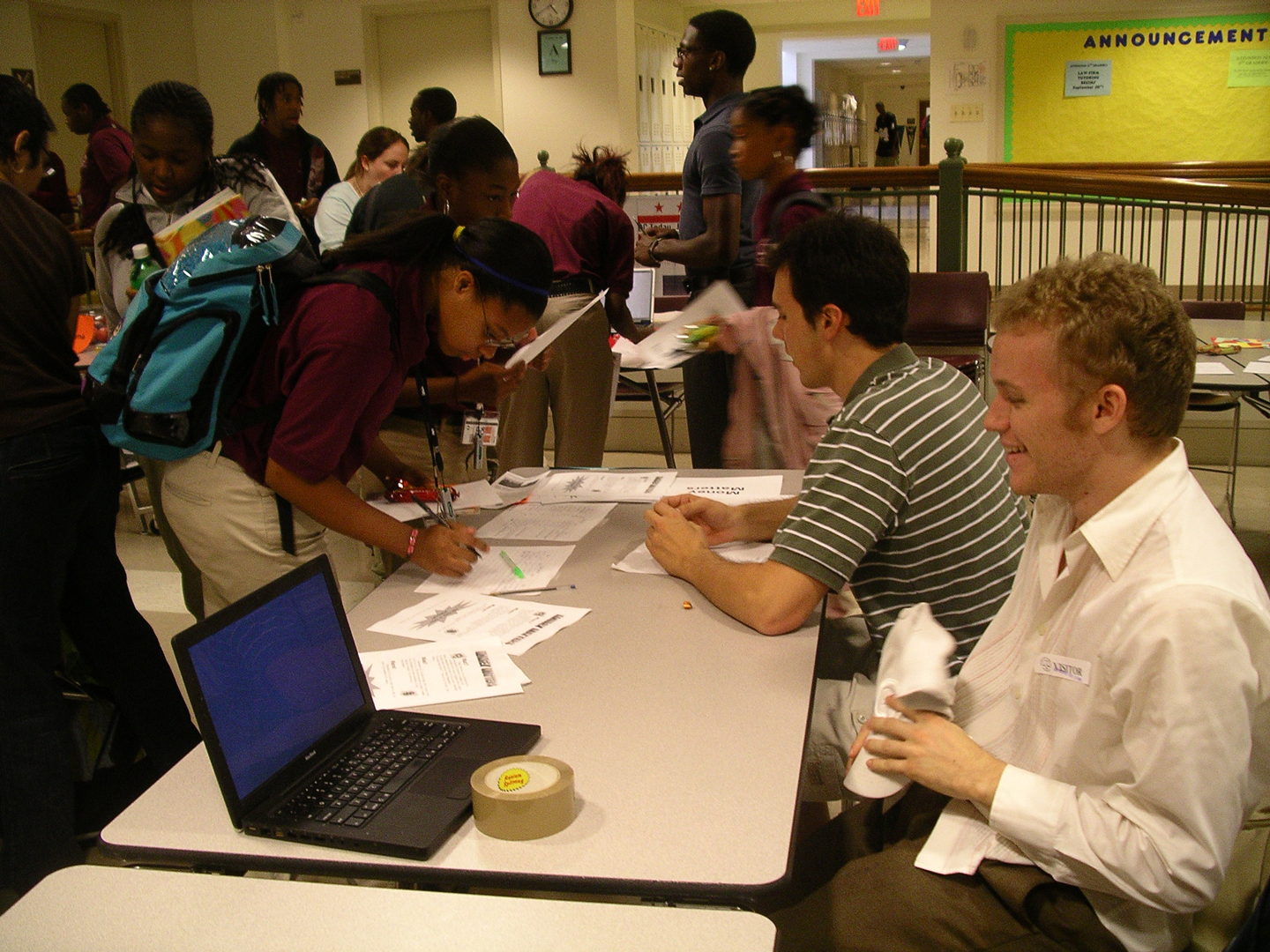
在华盛顿特区城间学校的学生志愿者

乔治敦大学的学生组织包括设立于1830年美国历史最悠久的辩论俱乐部“同好社”（Philodemic Society）和美国历史最悠久的大学戏剧社“面具与花哨戏剧社”（Mask and Bauble Dramatic Society）。设立于1982年的“游民戏剧社”是该校的另一个设在校外的戏剧社，该社编排“凭借发人深省戏剧作品，能起到教育作用并挑战大学学生思维能力的戏剧”。设立于1995年的“乔治敦大学即兴表演社”每个月都会在校内的斗犬巷进行即兴表演并举办“即兴节”。
学校校内共有七个无伴奏合唱团:The Georgetown Chimes、Phantoms、Superfood、The GraceNotes、Chamber Singers、Essence、Harmony及以服务为导向的Saxatones和全男生的Capitol G's。这些团体每年都在“哥伦比亚特区无伴奏合唱节”（自1991年起）和“樱桃树之屠”演唱会（自1974年起）上表演。乔治敦乐队由乔治敦活力乐队和乔治敦风合唱团组成。该乐团每年都在校园和篮球季后锦标赛上表演。
除了学生组织和俱乐部以外，乔治敦大学也承办了全美国最大的完全由学生拥有和运营的公司：建立于1972年的乔治敦学生有限公司。“公司”开有三家咖啡馆和两家杂货店，运营了仓库及学生机场往返巴士。公司每年营业额达130万美元，这些钱会被“公司慈善”直接再投资给乔治敦大学全体学生，2010年至2011年发放了5万美元的奖学金和捐款。乔治敦大学校友&学生联邦信用联盟是美国最早和最大的由学生运营的金融机构，拥有1600万美元的资产和12000名成员。乔治敦大学学生投资基金是美国几个由本科生运营的投资基金，该基金曾与CNBC的詹姆斯·克拉默在2006年9月录制了我为钱狂。
另一个由学生运营的团体“乔治敦紧急反应医疗服务中心”是一个于1982年建立的完全由志愿者组成为校园及周边社区服务的救护服务系统。乔治敦大学的陆军预备役军官训练部队单位“惊叹营”是哥伦比亚特区当地最早的军事单位，并在2012年该项目的排名中名列前茅。2010年，乔治敦大学中参与预备役军官训练部队的学生比例在美国各大学中排第79位。

### 活动

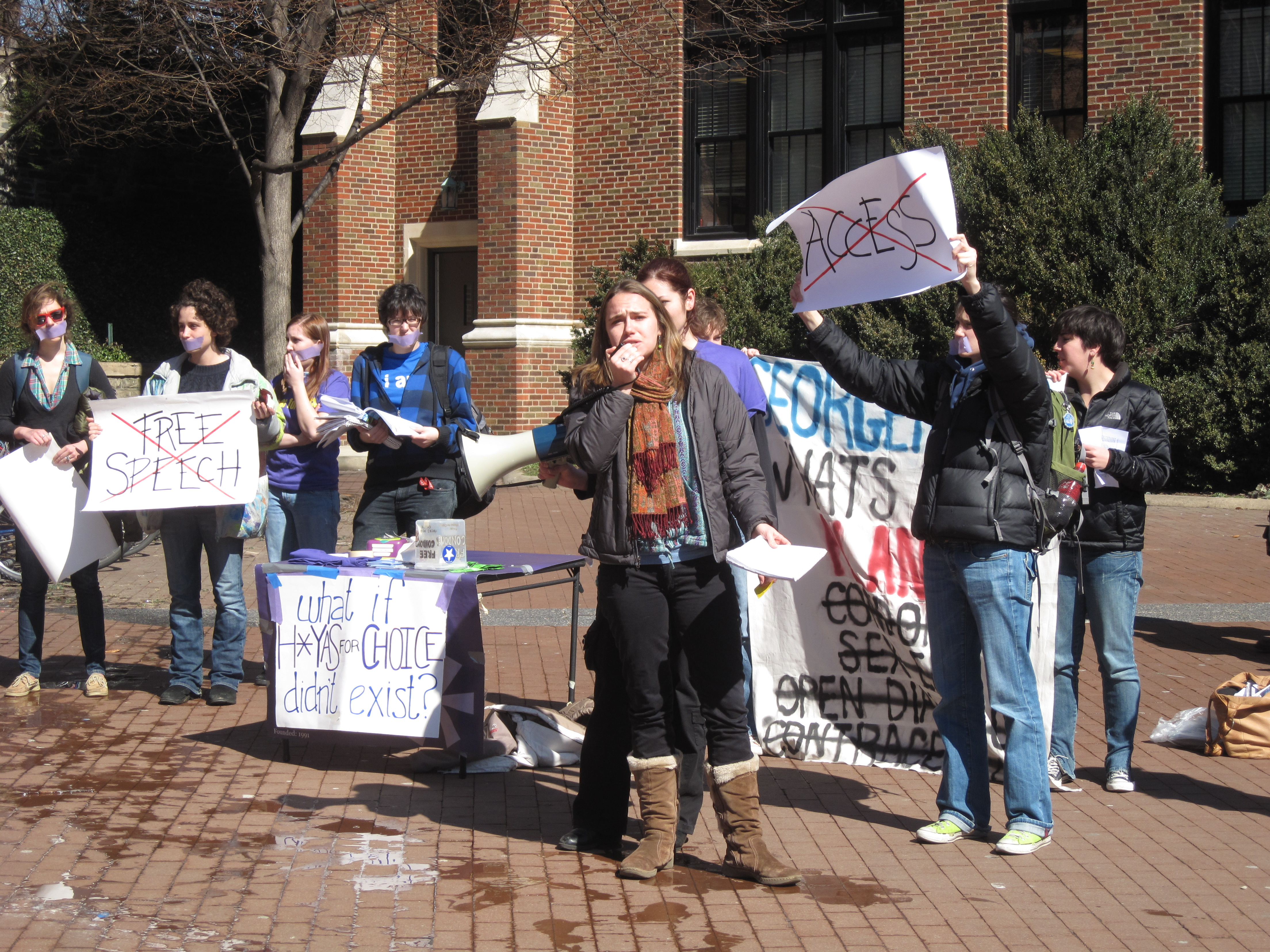
支持堕胎组织H*yas在红色广场跨文化中心外举行抗议，该地常被用作此类校园活动。

乔治敦大学学生组织中有各种各样涉及社会正义的团体，其中包括学生事务和社会正义等组织。“拿回夜晚”以反对性暴力为导向，每年都会组织游行以抗议强奸和其他形式的针对女性的暴力犯罪。乔治敦大学团结委员会作为一个工人权利组织，曾成功终止了依靠血汗工厂生产印有乔治敦大学徽标的衣物，并为大学清洁工和警卫获得提薪。乔治敦公平贸易学生会曾使校园内所有咖啡厅的咖啡获得了公平贸易认证。
乔治敦大学有其他代表各个国家、民族及语言等利益的团体。根据《普林斯顿评论》，乔治敦大学学生政治活跃度在美国大学学生中位列第二。涉及当地、国家和国际议题的组织颇为流行，而政治演讲在校园内受到保护。在校园内，学生政治组织比较活跃，其成员常参与当地或全国政治活动。乔治敦大学学院共和党人代表了共和党，而2008年校内最大的学生组织乔治敦大学学院民主党人则代表了民主党。
生育权组织“支持选择的H*yas”未得到学校官方承认，其关于堕胎的观点也与学校政策有冲突，因而使得其名字当中带有星号。虽然该组织没有得到学校财政上的支持，但仍被允许在校内空间集会。该问题使得乔治敦大学在“教育个人权利基金会”中的言论自由排名处于“红灯”状态。2010年，“A计划：支持生育权正义的Hoyas”运动导致了一些学生抗议校方禁止校内售卖避孕产品的政策。2007年，乔治敦大学终止了对计划生育诉讼部门实习生的资金支持，从而引发法律中心学生的抗议。法律中心学生桑德拉·弗卢克曾接连三年向学校请愿，请求学校改变未将避孕纳入健康保险的政策，后来她在美国众议院转向和政策委员会上提出这一问题，而桑德拉·弗卢克也因此遭到拉什·林博的攻击，不过学校最终未改变该政策。

### 媒体
乔治敦大学有数家学生运营的报纸。《The Hoya》是该大学历史最长的报纸，自1920年开始出版，自1987年每周发行两次。新闻杂志《乔治敦之声》以每周封面故事而知名，它于1969年3月开始发行，内容主要涉及本地和全国话题。月刊《乔治敦独立报》主要涉及新闻、评论和艺术。《乔治敦法律周刊》创办于1966年，由法律中心学生运营，曾三次获得美国律师协会的最佳报纸奖项。《The Hoya》和《乔治敦之声》都有在线博客，同时也有其他比较受欢迎的学校及其运动队的博客。

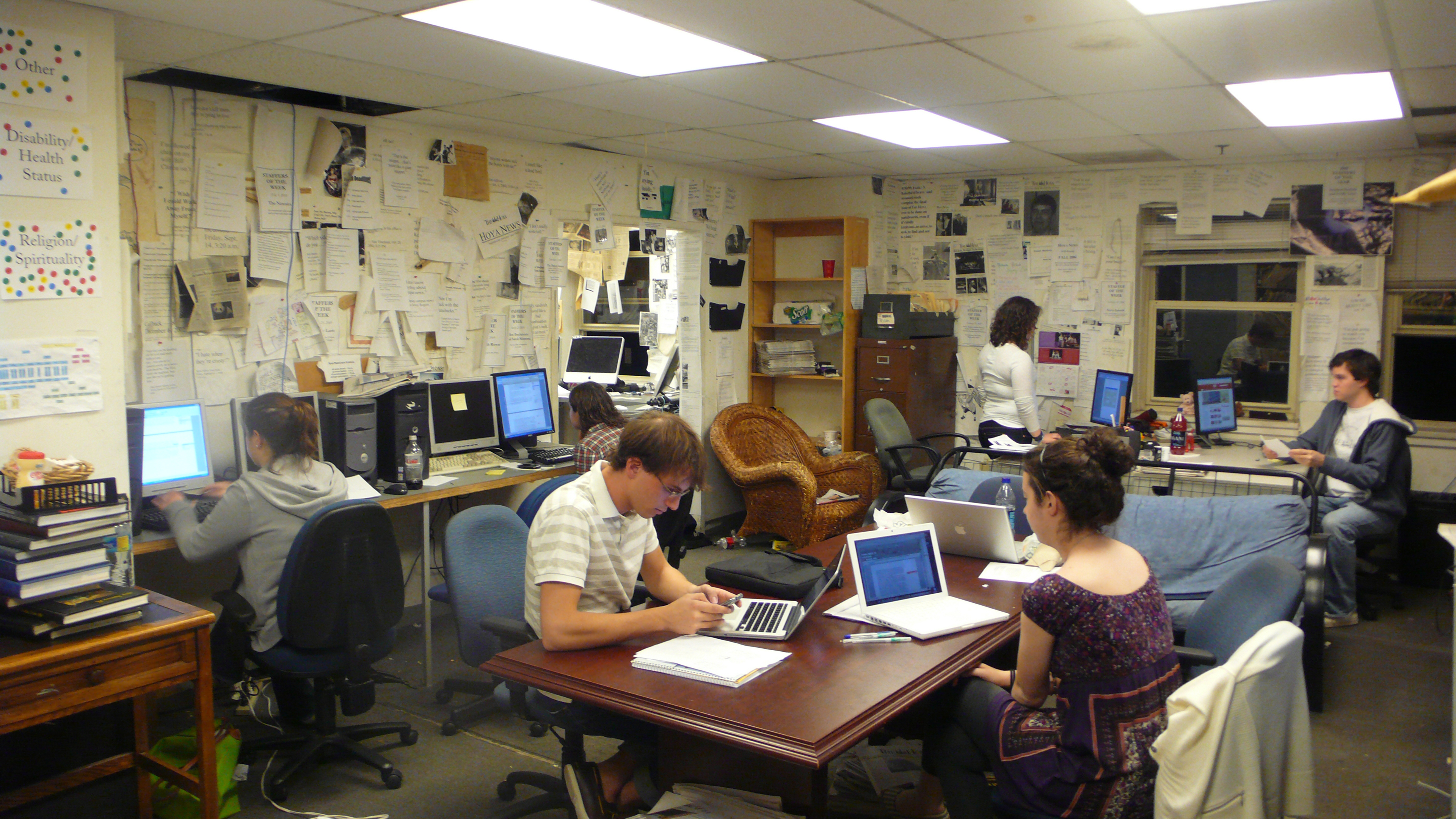
《The Hoya》学生报办公室

《乔治敦学园》在一段间隙后重启于2008年，读者主要为传统天主教教徒。《乔治敦联邦党人》建立于2006年，声称要为学校带来保守和自由意志方面的观点。其他政治刊物包括由乔治敦大学学院民主党人运营的在线刊物《乔治敦进步党人》、2011年春季创办的自由主义月刊《对比杂志》。《这次火》是乔治敦大学少数群体的新闻来源。《乔治敦诘问者》是一份2003年由乔治敦大学学生在网上创办的幽默杂志，2007年首次发行。《怪诞》是一份于1993年至1998年发行的学生幽默杂志。
该大学有一家校内电视台GUTV，它于1999年首次开播。该电视台每年四月在校内举办年度电影节。WGTB是乔治敦大学的广播台，创办于1946年，现在网上和调频上可以收到。

### 兄弟会与姊妹会

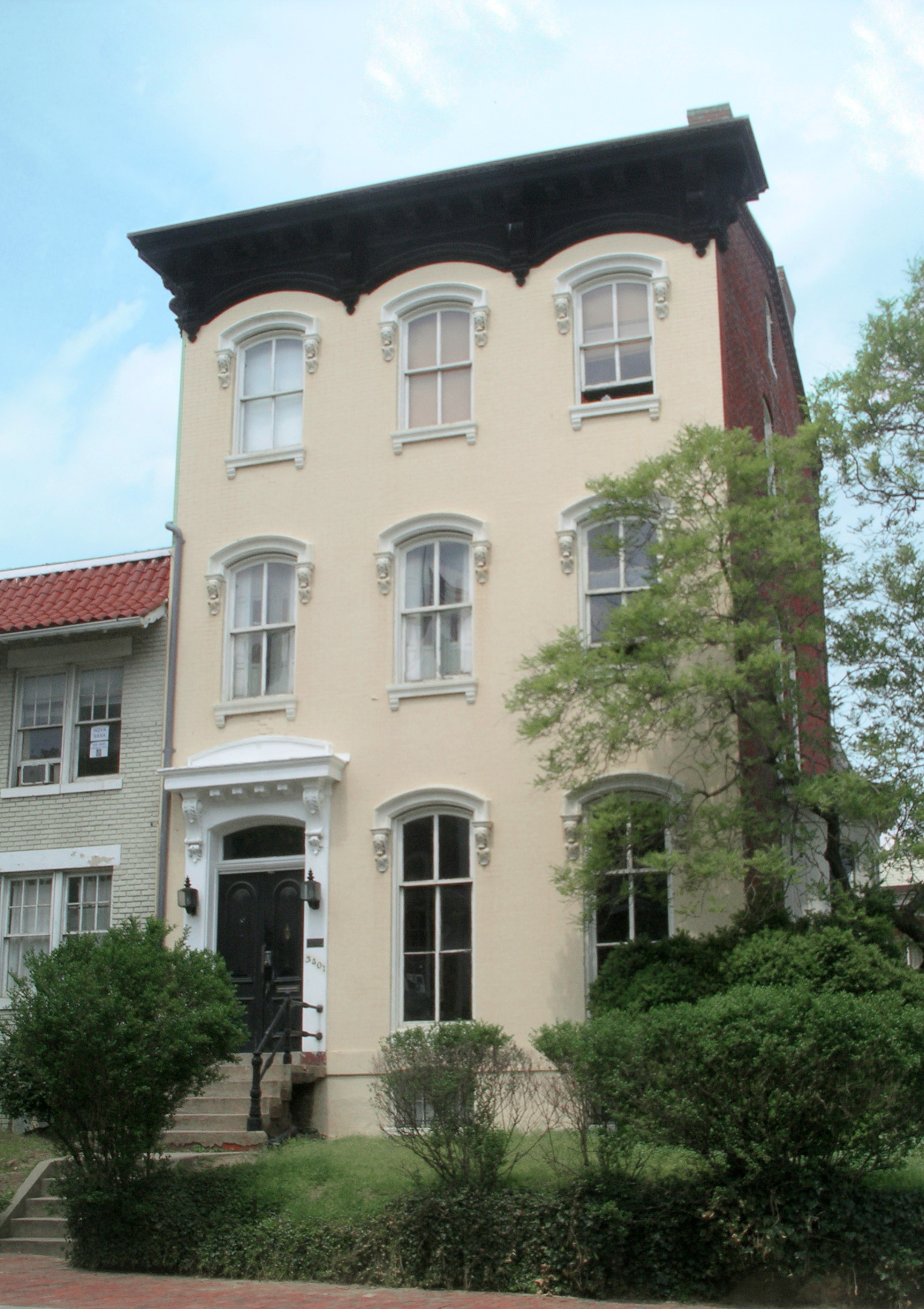
ΔΦΕ总部“3401 Prospect St”

尽管耶稣会学校并未被要求脱离兄弟会与姊妹会体系，不过仍然有不少耶稣会学校未纳入希腊式体系。而乔治敦大学官方只承认和资助了众多校内兄弟会与姊妹会社团中的一个Alpha Phi Omega,该组织是一个全国男女同校社区服务兄弟会。不过校内仍有其他兄弟会与姊妹会组织，而这些组织并不要求成员住在兄弟会式住所内。此外，有些乔治敦大学学生加入了其他附近大学和学院的兄弟会组织。
乔治敦大学内活跃的兄弟会包括：职业外交兄弟会与姊妹会Delta Phi Epsilon、职业男女同校商务兄弟会Alpha Kappa Psi、全国男女同校社区服务兄弟会Alpha Phi Omega、犹太人社交兄弟会Alpha Epsilon Pi和其他社交兄弟会Sigma Phi Epsilon、Zeta Psi、Sigma Alpha Epsilon与Zeta Beta Tau。1920年，Delta Phi Epsilon建立于乔治敦，其Alpha分会成员中有数位成为了耶稣会士和外交学院院长。Delta Phi Epsilon外交姊妹会建立于1973年，是乔治敦大学唯一一个活跃的姊妹会。与校园Hillel有联系的乔治敦大学Alpha Epsilon Pi分会建立于2002年。Sigma Phi Epsilon于2007年准许其分会成为通常的社交兄弟会。职业商务兄弟会Alpha Kappa Psi的Omega Lambda分会于2006年代替了Delta Sigma Pi。2009年3月，Zeta Psi分会被命名为Gamma Epsilon。

### 典礼
每年，乔治敦大学都会举办典礼庆祝其传统、文化、校友、运动与政治。四月末，乔治敦大学会庆祝“乔治敦日”。除了全日的狂欢活动，当日会通过学生票选奖励该年度最佳教授“多萝西·布朗”奖。而万圣节则是通过集体观看校友威廉·彼得·布拉蒂的驱魔人度过的，该电影是在该大学附近拍摄的。

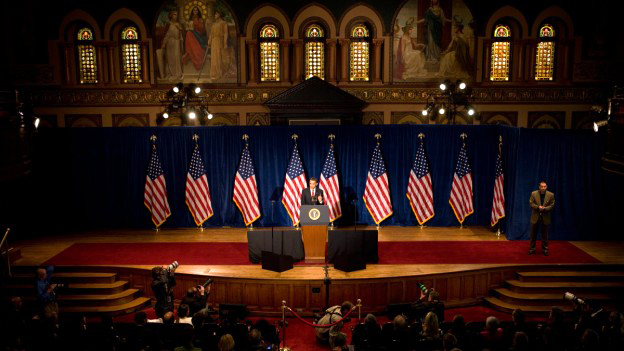
加斯顿厅是一个举办许多活动的尝试、如美国总统贝拉克·奥巴马的演讲。

校友返校节与校内橄榄球赛、校友会资助的舞会等活动同时举行，以吸引以前的毕业生返回校园。与庆典活动相关的最大的体育赛事是篮球赛。以“午夜疯狂”命名，该项目在NCAA规则允许的首日午夜引入男子和女子篮球队并进行比赛。2013年，乔治敦大学将再次举办NCAA男子篮球锦标赛东部地区决赛。
出于乔治敦演讲基金和联络办公室的成功，乔治敦大学每年都可吸引知名人士演讲。校内经常有访问首都的各国元首、学者、作家、美国政治家、宗教领袖进行访问。总统办公室举办了多起涉及宗教话题的座谈会，如我们的时代、和平于世、筑桥研讨会。

## 体育

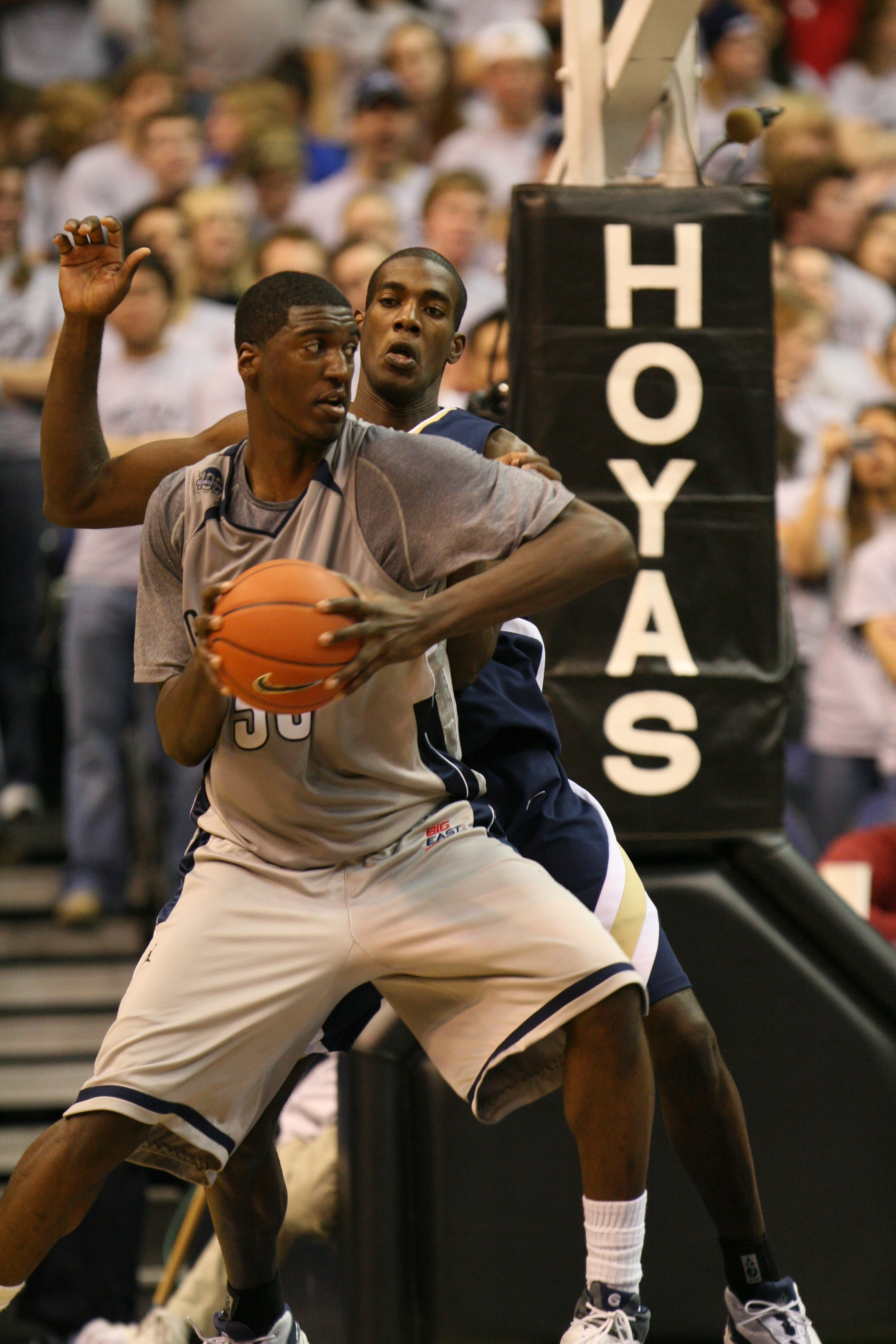
类似罗伊·希伯特等篮球明星已带领惊叹队赢得七次大东冠军杯.

乔治敦大学有23支参与不同种类赛事的运动队，而俱乐部体育董事会又支持了另外23支运动队。这些运动队参加了全美大学体育协会的第一级赛事。该校通常在大东会议中竞赛，而其橄榄球队则在第一级橄榄球冠军杯项爱国者联盟竞赛，帆船队则在中大西洋校间帆船协会中竞赛，赛艇队则在大学赛艇东部协会中竞赛。美国新闻与世界报道将乔治敦大学的体育项目列入全国前二十。乔治敦大学的学生运动员有94%的毕业成功率，且有超过百人继续职业比赛。
该校运动队被称为“惊叹队”（Hoyas），其来源不确定。1893年前某时，精通于古典语言的学生将希腊语和拉丁语口号“Hoya Saxa”大致翻译为“震撼之物”。该校当时叫做“石墙”的棒球队始于1870年，橄榄球队始于1874年，而该口号很可能指的是这些队伍。至20世纪20年代，“Hoyas”一词开始被用于形容校内队伍，至1928年，校内体育作家开始用该词代替之前的名称“山顶人”（Hilltoppers）。该名称在当地刊物中流行开来，并在随后成为官方正式名称。斗牛犬杰克自1962年开始成为乔治敦大学体育项目的吉祥物，而学校战歌为“老乔治敦响起来”。
该校的男子篮球队尤其引入注目，该队曾于1984年，在教练约翰·汤姆森的带领下赢得NCAA冠军。前任教練他的儿子约翰·汤姆森三世，在他的带领下该队曾进入NCAA2007年锦标赛四分之一决赛，現任教練是校友帕特里克·尤因執教。该队与另外一队并列获得七次大东会议锦标赛头衔，27次进入NCAA锦标赛。知名队内校友包括斯里谱·弗洛伊德、帕特里克·尤因、迪肯贝·穆托姆博、阿朗佐·莫宁、阿伦·艾弗森、杰夫·格林和罗伊·希伯特。乔治敦大学的NBA校友，其总收入在单个项目中最高。
除篮球外，乔治敦大学的田径项目及越野项目在国内也很成功，2011年，其女子队为该校赢得了另一个NCAA冠军。自2001年起，帆船队也曾八次赢得校间帆船协会全国冠军，而赛艇队则经常参加赛事。男子和女子的袋棍球队曾进入全国前十，而男子和女子足球队也进入了全国前十，男子足球队在2012年夺得全国亚军（决赛0-1负于印第安纳大学），女子足球队2010年进入四分之一决赛。英式橄榄球队在2005年和2009年也曾进入第二级的四分之一决赛。

## 校友

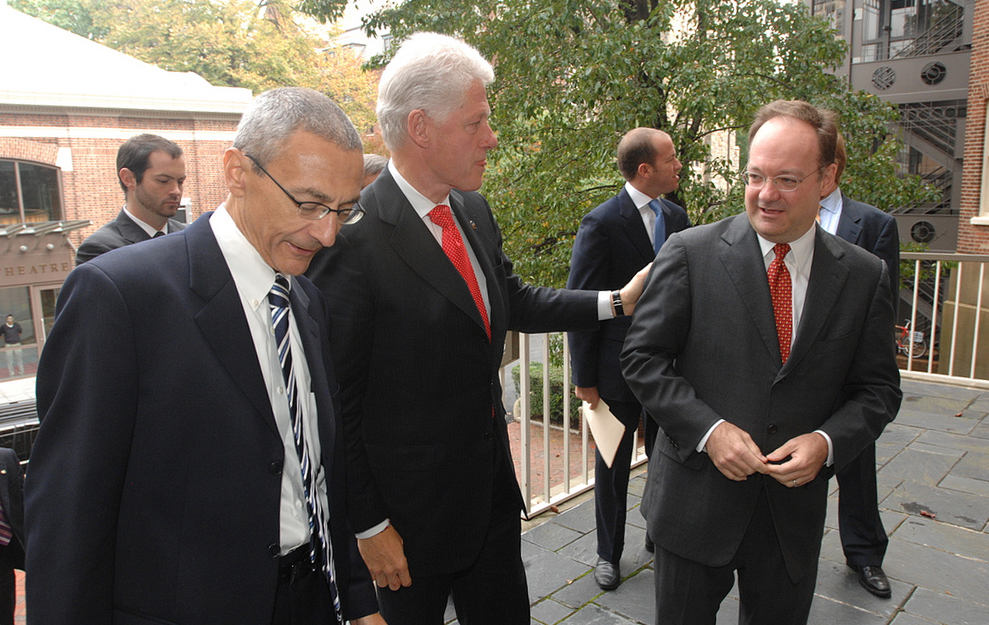
约翰·J·德吉奥亚在校内会见美国总统，1968年外交学院毕业生比尔·克林顿和他的白宫幕僚长，1976年法律中心毕业生约翰·波德斯塔。

乔治敦大学的毕业生在多种领域中取得了成功，并在公共和私有领域的多种机构中担任首脑，其中最突出的是政治领域，有超过1190名校友供职于美国国务院，数量排名美国第一。毕业之后，约有54%—61%的本科生进入劳动力市场，而其他人则继续深造。乔治敦大学毕业生共27人獲得罗德奖学金、36人獲得马歇尔奖学金、33人獲得杜鲁门奖学金。乔治敦大学每年和平队志愿者数量都进入了前十的排名，2010年，有35人，而自1961年起则中共有866人。乔治敦大学毕业生起薪中位数为55000美元，而事业中途薪水中位数为110000美元。2013年，知名数据库（Notable Names Database）中列出的知名校友人数为364人。
14位现任或前任国家元首为乔治敦大学校友。美国前总统比尔·克林顿是外交学院1968年毕业生，林登·詹森也曾就读于此，但没有毕业。其他人包括现任哥斯达黎加总统劳拉·钦奇利亚、菲律宾前任总统格洛丽亚·马卡帕加尔-阿罗约、前黎巴嫩总理萨阿德·哈里里、前萨尔瓦多总统萨尔瓦多总统阿尔弗雷多·克里斯蒂亚尼·布尔卡德。本屆美國国会中共8名參議院議員和20名眾議院議員為喬治城大學校友。最具代表的即為参议院多数党党鞭迪克·德宾及众院多数党党鞭斯坦利·霍耶。州长则有伊利诺伊州的帕特·奎因、新罕布什尔州的约翰·林奇、波多黎各的路易斯·福尔图诺。美国最高法院中的校友有现任最高法院大法官安东宁·斯卡利亚、前任首席大法官爱德华·道格拉斯·怀特。
卢森堡吉绕姆亲王、西班牙國王費利佩六世、约旦国王阿卜杜拉二世、卡達王儲阿布都拉·阿勒薩尼、沙特王室图尔·基阿尔·费萨尔亲王、希腊和丹麦王子菲力普斯王子都是就讀過乔治敦大学的王室成员。美國現任總統拜登的兒子杭特·拜登及美國前總統川普的子女伊凡卡·川普、蒂芙尼·川普和艾瑞克·川普亦曾就讀喬治城大學。除了众多高级外交官以外，乔治敦大学毕业生也领导了国内和国际的军事组织，如國家情報總監艾薇兒·海恩斯、前美国国防部长罗伯特·盖茨、前美国国家安全顾问詹姆斯·L·琼斯、中华民国考试院秘书长刘建忻。商界中的知名校友有前阿尔卡特-朗讯CEO陆思博、川普集團副董事長艾瑞克·川普、保羅·佩洛西、萨斯喀彻温钾肥公司的威廉·道尔以及华盛顿首都、奇才队、神秘队、美国在线前任总裁泰德·莱昂西斯。由《人物》评选的2011年最性感在世男性、演员布莱德利·古柏也是一名乔治敦大学毕业生。
科學界的知名校友有薇拉·魯賓。